# 香椎駅
香椎駅（かしいえき）は、福岡県福岡市東区香椎駅前一丁目にある、九州旅客鉄道（JR九州）の駅である。

## 概要
JR線における福岡市東区の中心となる駅で、普通・快速列車のほかに一部の特急列車が停車している。鹿児島本線と香椎線の2路線が乗り入れており、このうち鹿児島本線を当駅の所属線としている。このほか、日本貨物鉄道（JR貨物）の第一種鉄道事業区間である鹿児島本線貨物支線（博多臨港線）の登記上の起点でもあるが、実際に分岐するのは千早操車場である。
鹿児島本線にはJA04、香椎線にはJD06の駅番号が設定されている。
停車駅の多いタイプの「ソニック」を中心に、小倉駅方面の8時台まで、博多駅行きの20時台以降の特急列車はすべて停車する。逆に小倉駅方面への18時台以降の列車と、博多駅行きの8時台までの列車はすべて通過となる。なお鹿児島本線内で完結する特急「きらめき」は、近隣の赤間駅に全列車が、福間駅にも大半（小倉方面は全列車）が停車することもあり、当駅には福間駅を通過する、夜間の博多駅行き1本しか停車しない。

## 歴史
- 1890年（明治23年）9月28日：九州鉄道（初代）博多駅 - 赤間駅間の開通に伴い、開業[2][3]。
- 1904年（明治37年）1月1日：博多湾鉄道（1920年、博多湾鉄道汽船に改称。現在の香椎線）が開業[2]。
- 1907年（明治40年）7月1日：九州鉄道が国有化[3][5]。官設鉄道に移管。
- 1910年（明治43年）：当駅の部材を用いて古賀駅の駅舎が改築される[6][7]。
- 1942年（昭和17年）9月22日：博多湾鉄道汽船が5社合併して西日本鉄道を設立し[3][6]、同社糟屋線となる。
- 1944年（昭和19年）5月1日：西日本鉄道の西戸崎駅 - 宇美駅間が戦時買収により国有化され運輸通信省が継承[8]。（香椎線）
- 1961年（昭和36年）6月1日：門司港駅 - 久留米駅間が電化[9]。
- 1975年（昭和50年）3月10日：貨物取扱廃止[4]。
- 1985年（昭和60年）3月14日：荷物扱い廃止[4]。
- 1986年（昭和61年）3月29日：みどりの窓口を設置[10]。
- 1987年（昭和62年）4月1日：国鉄分割民営化に伴い、九州旅客鉄道（JR九州）の駅となる[11]。
- 1995年（平成07年）5月14日：駅舎改築のため、仮駅舎に移転[12]。
- 1996年（平成08年）3月16日：4階建ての駅ビルが完成[13][14]。（3代目駅舎）
- 2000年（平成12年）1月22日：自動改札機を設置し、供用開始[15]。
- 2001年（平成13年）3月26日：九州高校口に自動改札機を設置[16]。
- 2009年（平成21年）3月1日：ICカード「SUGOCA」の利用が可能となる[17]。
- 2018年（平成30年）9月28日：駅ナンバリングを導入[18]。
- 2019年（平成31年）3月12日：駅前広場が完成し、供用開始される[19]。

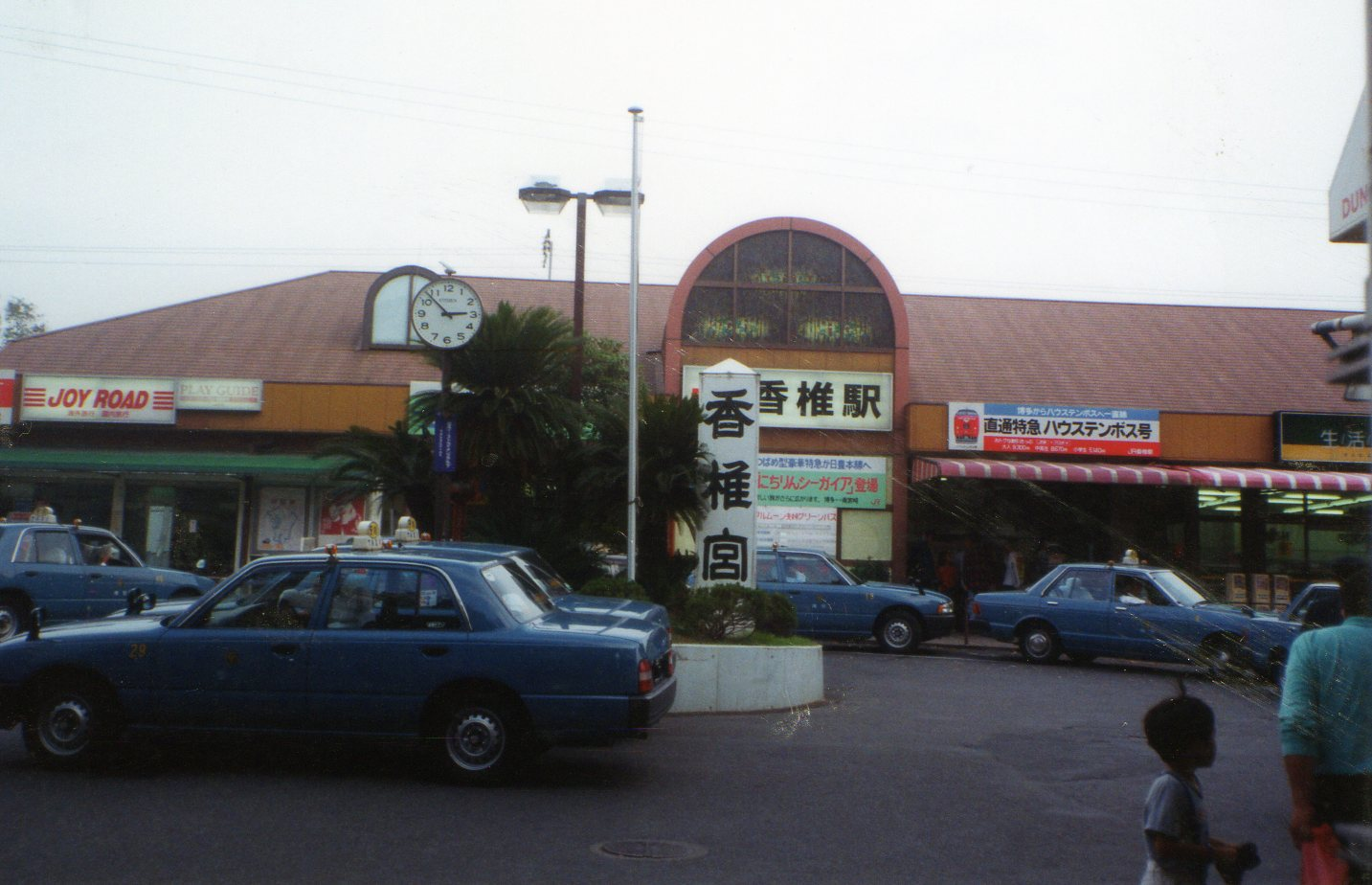
旧駅舎（1993年）
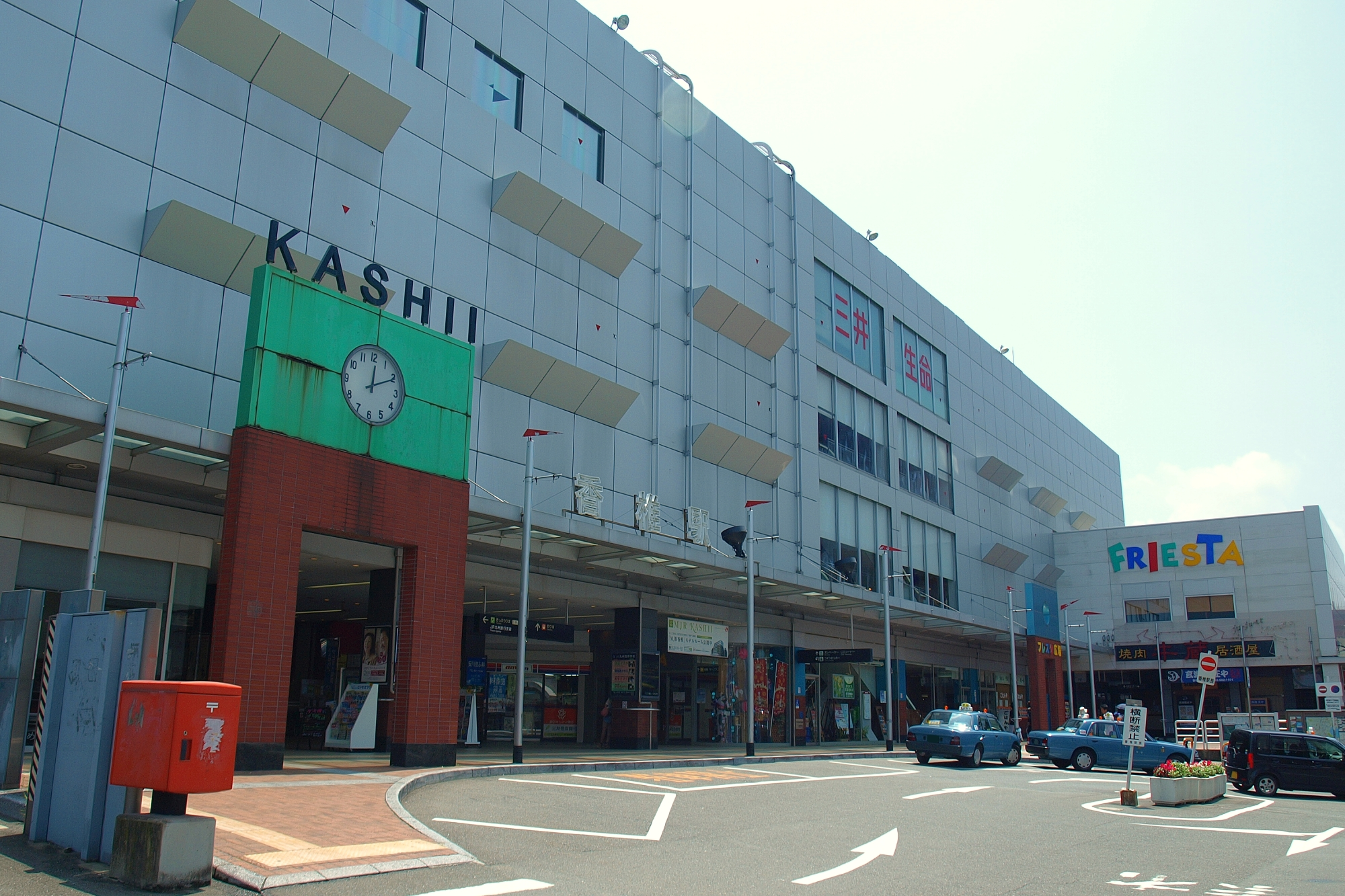
リニューアル前の駅舎（2010年7月）

### 駅名の由来
開業時の地名（糟屋郡香椎村）が由来。「香椎」は日本古代からの歴史ある地名である。

## 駅構造
初代の駅舎は古賀駅の駅舎として移築され、その後八代駅駅舎を移築した駅舎が用いられた。1996年（平成8年）3月に4階建ての駅舎となり、その際にフレスタ香椎（店舗面積約3,830m2、延べ床面積約6,586m2）が入居した。
その後、2014年（平成26年）10月14日にJR九州の中小型駅ビルの名称変更に伴い、えきマチ1丁目香椎となった。
相対式ホーム1面1線と島式ホーム2面4線、計3面5線のホームを有する地上駅。ホーム間は跨線橋で結ばれ、全てのホームにエレベーター・エスカレーターが設置されている。上り線小倉方面行きのみ通過線が整備され、当駅を通過する列車はここを通る。また停車する上り小倉方面行き列車は、停車直前と発車後にポイントを通過することから、速度制限（45km/h）がかかる。
改札口は全部で3カ所あり、1番のりばに直接つながるものと、跨線橋からえきマチ1丁目につながる「えきマチ1丁目2階改札口」、そして跨線橋の反対側にある「九州高校口」からなっている。また、1番のりばにつながる改札口の脇にみどりの窓口が設置されている。
JRの特定都区市内制度における「福岡市内」の駅である。
自動改札機が設置されている。

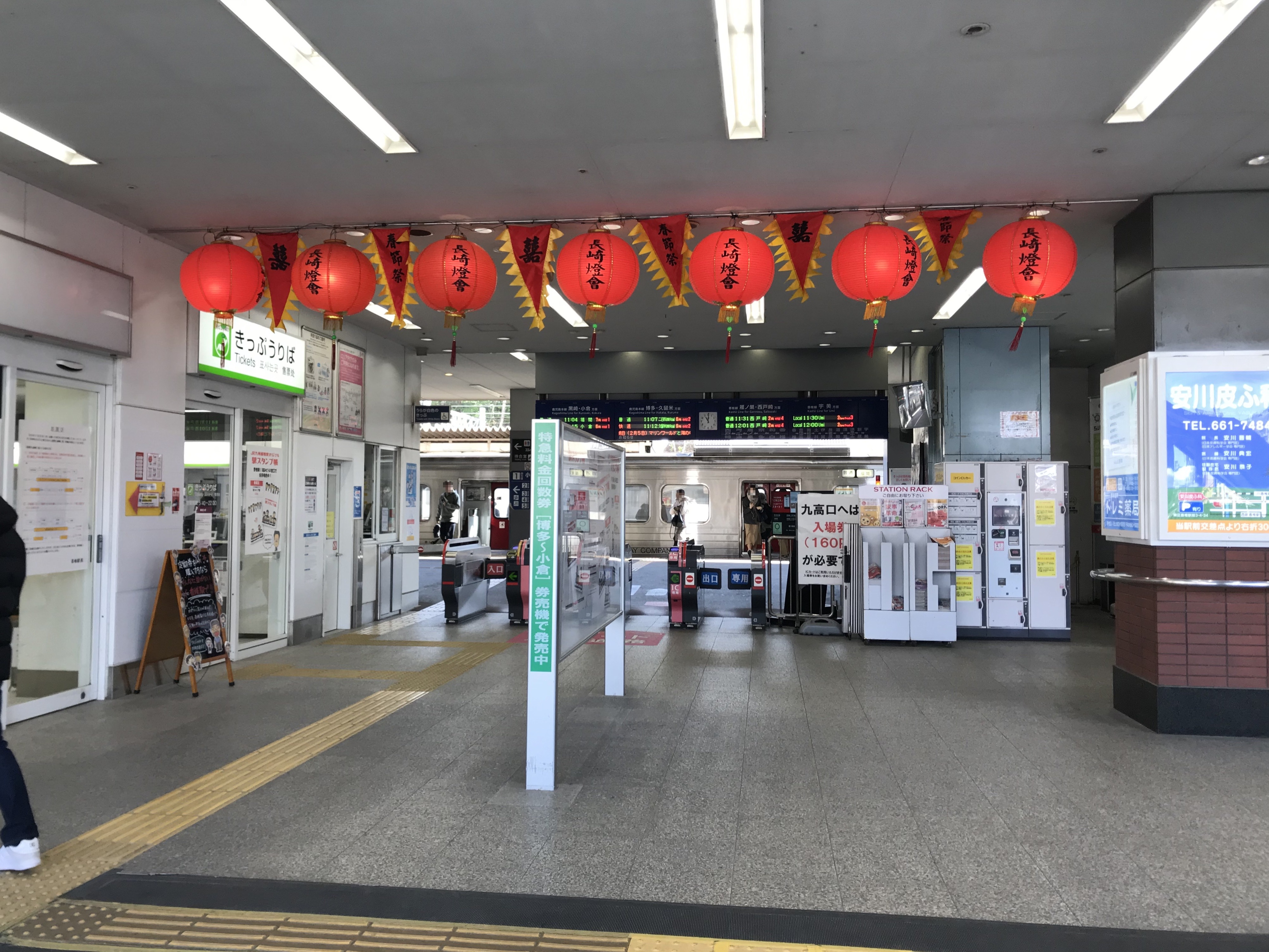
改札口（2017年12月）
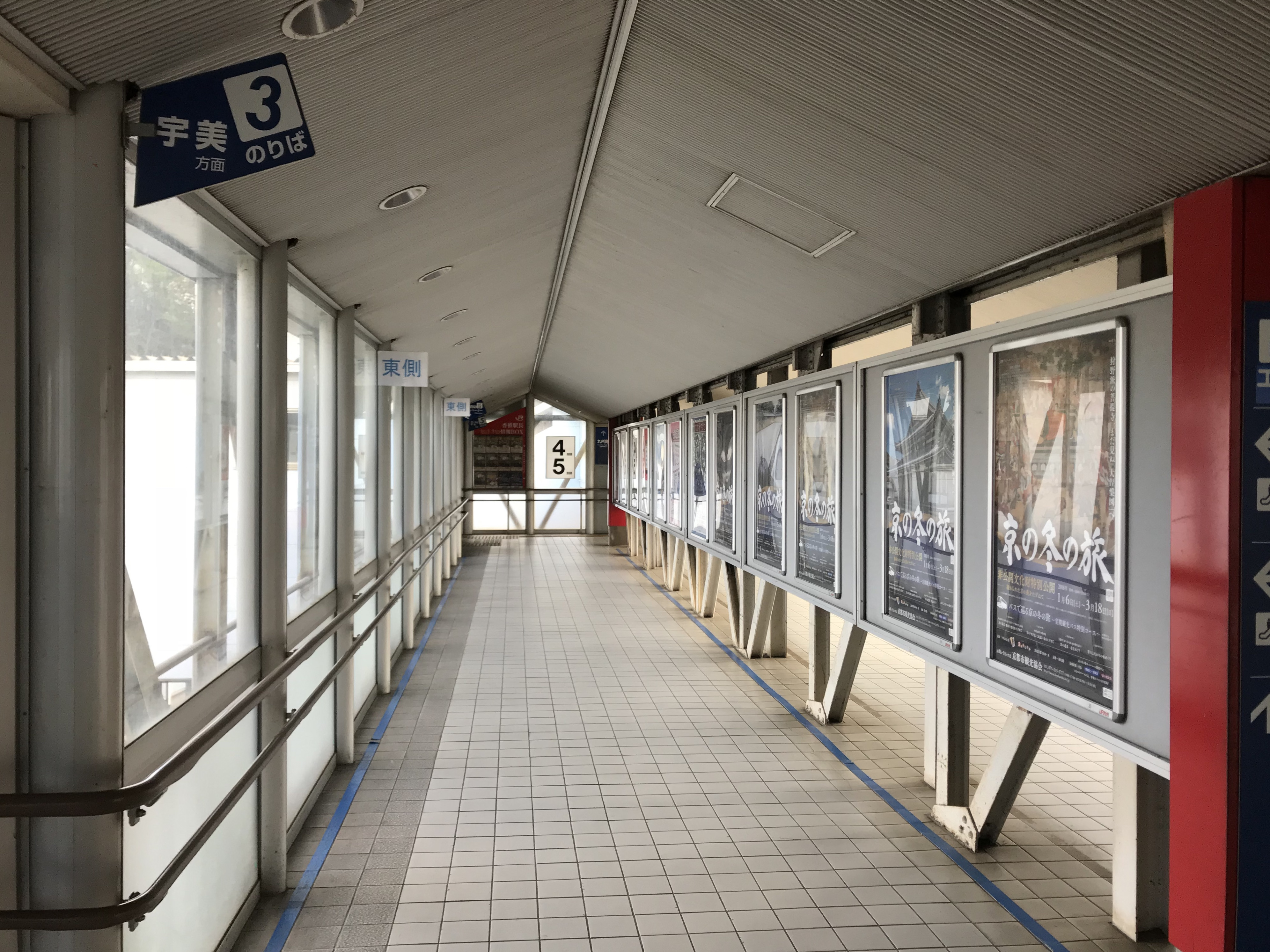
跨線橋（2017年12月）

### のりば
| のりば | 路線       | 方向 | 行先                         | 備考                     |
| ------ | ---------- | ---- | ---------------------------- | ------------------------ |
| 1      | 鹿児島本線 | 上り | 小倉・門司・門司港・下関方面 | 大分方面の特急を含む     |
| 2      | 鹿児島本線 | 下り | 博多・久留米・大牟田方面     |                          |
| 3      | 香椎線     | 下り | 宇美方面                     | 日中はこのホームから発車 |
| 3      | 香椎線     | 上り | 西戸崎方面                   |                          |
| 4      | 香椎線     | 上り | 西戸崎方面                   | 日中はこのホームから発車 |
| 5      | 香椎線     | 下り | 宇美方面                     |                          |

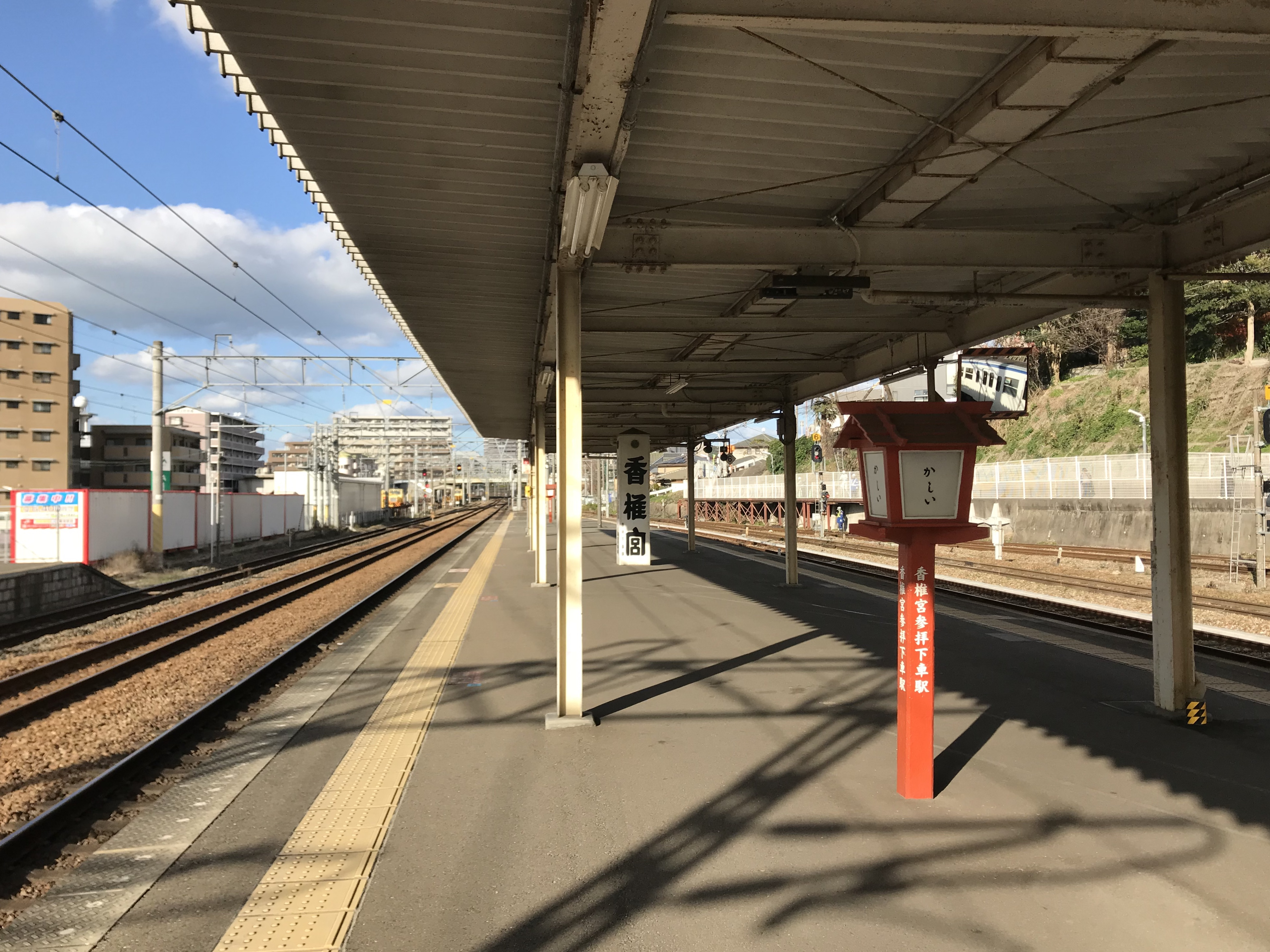
１・２番線ホーム（2017年12月）
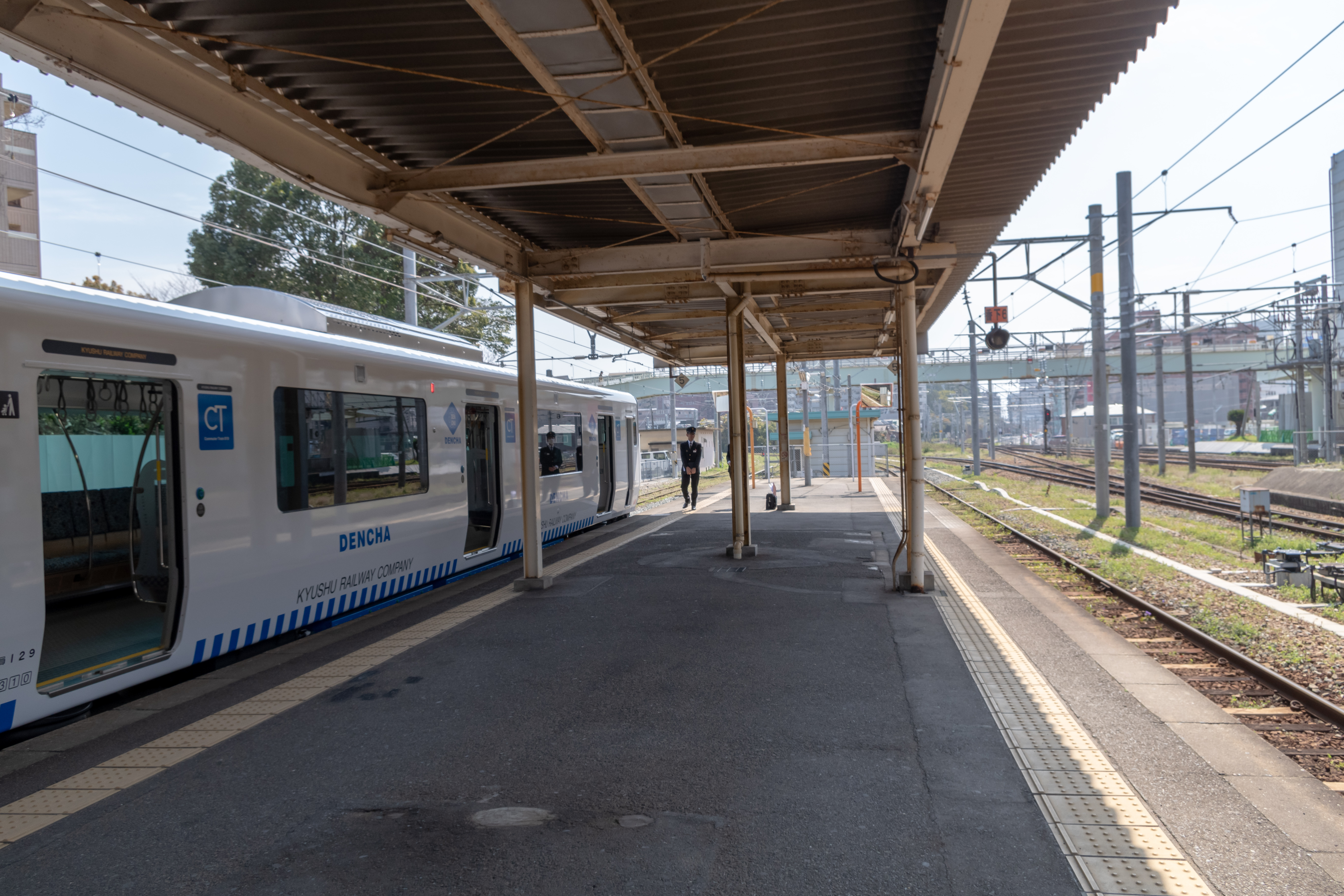
4・5番線ホーム（2019年3月）
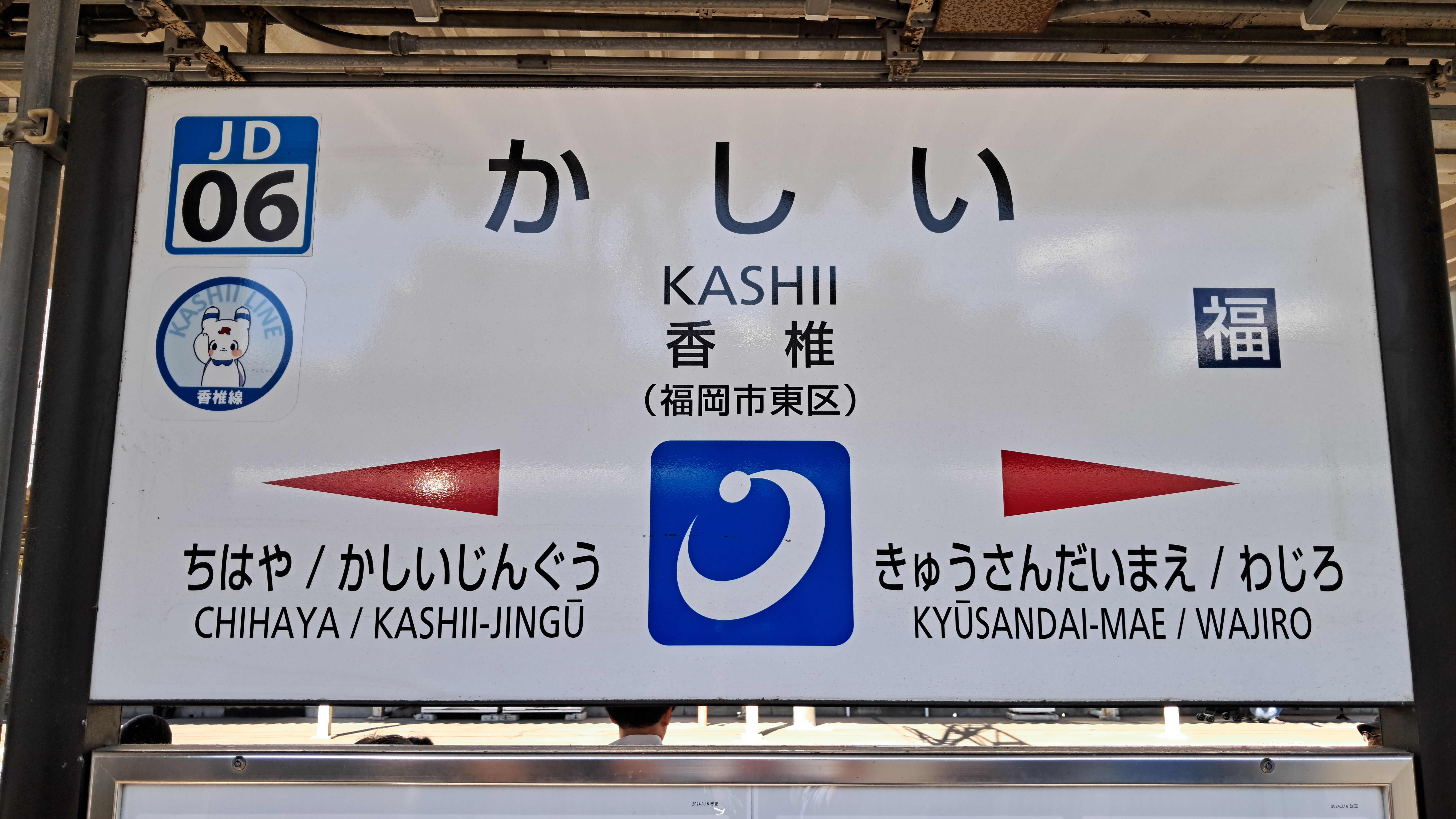
駅名標（2024年9月）

## 利用状況
2023年度の1日平均乗車人員は13,470人であり、JR九州の駅としては第9位である。
| 年度               | 1日平均 乗車人数 | 出典     | 備考         |
| ------------------ | ---------------- | -------- | ------------ |
| 1995年（平成7年）  | 18,961           | [ * 1 ]  |              |
| 1996年（平成8年）  | 19,848           | [ * 2 ]  |              |
| 1997年（平成9年）  | 19,201           | [ * 3 ]  |              |
| 1998年（平成10年） | 19,380           | [ * 3 ]  |              |
| 1999年（平成11年） | 18,920           | [ * 3 ]  |              |
| 2000年（平成12年） | 18,556           | [ * 4 ]  |              |
| 2001年（平成13年） | 17,784           | [ * 4 ]  |              |
| 2002年（平成14年） | 16,944           | [ * 4 ]  |              |
| 2003年（平成15年） | 15,236           | [ * 4 ]  | JR千早駅開業 |
| 2004年（平成16年） | 13,576           | [ * 4 ]  |              |
| 2005年（平成17年） | 12,544           | [ * 5 ]  |              |
| 2006年（平成18年） | 11,915           | [ * 5 ]  |              |
| 2007年（平成19年） | 11,658           | [ * 5 ]  |              |
| 2008年（平成20年） | 11,603           | [ * 6 ]  |              |
| 2009年（平成21年） | 11,478           | [ * 7 ]  |              |
| 2010年（平成22年） | 11,482           | [ * 8 ]  |              |
| 2011年（平成23年） | 11,559           | [ * 9 ]  |              |
| 2012年（平成24年） | 11,732           | [ * 10 ] |              |
| 2013年（平成25年） | 11,846           | [ * 11 ] |              |
| 2014年（平成26年） | 11,560           | [ * 12 ] |              |
| 2015年（平成27年） | 11,891           | [ * 13 ] |              |
| 2016年（平成28年） | 12,172           | [ * 14 ] |              |
| 2017年（平成29年） | 12,660           | [ * 15 ] |              |
| 2018年（平成30年） | 12,632           | [ * 16 ] |              |
| 2019年（令和元年） | 12,799           | [ * 17 ] |              |
| 2020年（令和02年） | 10,494           | [ * 18 ] |              |
| 2021年（令和03年） | 11,321           | [ * 19 ] |              |
| 2022年（令和 4年） | 12,412           | [ * 20 ] |              |
| 2023年（令和 5年） | 13,470           | [ * 21 ] |              |

## 駅周辺

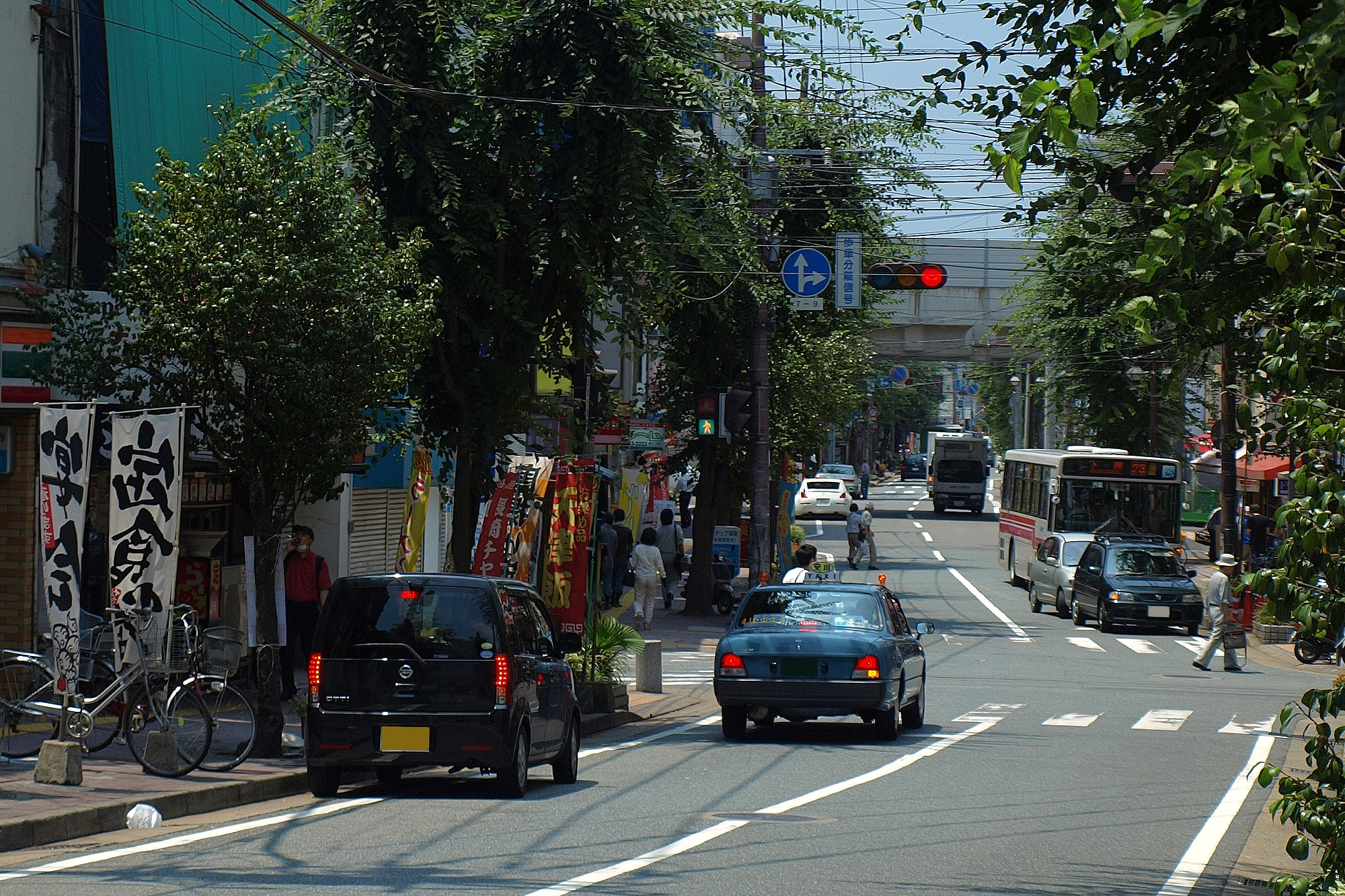
駅前の様子

福岡市東の副都心と位置付けられ、駅周辺は小さな繁華街になっている。
- 香椎地区
- 西鉄香椎駅 - 西鉄貝塚線
- 福岡アイランドシティ
- 香椎宮 - 最寄駅は香椎線香椎神宮駅
- 香椎花園（2021年12月30日閉園[26]）
- イオンモール香椎浜（2003年（平成15年）11月29日にイオン香椎浜ショッピングセンターとして開業[27]。）
- エディオンアウトレット香椎浜店（デオデオ福岡東香椎浜店を改修して2009年（平成21年）8月28日にアウトレット業態へ転換された[28]。）
- にしてつストア香椎店（2012年（平成24年）5月2日に開業[29]。）
- 福岡市東部農業協同組合香椎支店
- 福岡女子大学
- 福岡県立香椎高等学校
- 福岡県立香椎工業高等学校
- 九州産業大学附属九州高等学校
- 福岡市立香椎小学校
- 国道3号
- 香椎出入口 - 福岡高速1号線
- 香椎中央商店街
- 香椎名店街
- キラキラ通りKASHII（博商通り）
- みゆき通り
- 香椎セピア通り
- 香椎参道
- にしてつストア 香椎店

### バス路線
駅前広場完成に伴い、2019年3月16日より下原始発着の路線バスが乗り入れを開始された。
- 西日本鉄道
  - 23・23B：天神
  - 23B・23N：大濠公園
  - 23・23B・23N・無番：下原

## 隣の駅
九州旅客鉄道（JR九州）
 鹿児島本線
- 特急「にちりんシーガイア」停車駅
- 特急「きらめき」「ソニック」「かささぎ」一部停車駅

■快速・■区間快速
福工大前駅 (JA06) - 香椎駅 (JA04) - 千早駅 (JA03)
■普通
九産大前駅 (JA05) - 香椎駅 (JA04) - 千早駅 (JA03)
 香椎線
和白駅 (JD05) - 香椎駅 (JD06) - 香椎神宮駅 (JD07)
日本貨物鉄道（JR貨物）
鹿児島本線貨物支線（博多臨港線）
香椎駅 - （千早駅） - 千早操車場

### 本文中の出典
1. ↑  『週刊 JR全駅・全車両基地』 08号 博多駅・伊万里駅・西戸崎駅ほか81駅、朝日新聞出版〈週刊朝日百科〉、2012年9月30日、20頁。
2. 1 2 3  西日本文化協会 福岡県地域史研究所 『福岡県史 産業経済 通史編近代』 福岡県、2001年3月。
3. 1 2 3 4  宗像市史編纂委員会 『宗像市史 通史編 第三巻 近現代』 宗像市、1999年3月1日。
4. 1 2 3  石野哲 編『停車場変遷大事典 国鉄・JR編 Ⅱ』（初版）JTB、1998年10月1日、678頁。ISBN 978-4-533-02980-6。
5. ↑  廣岡治哉 『近代日本交通史 明治維新から第二次大戦まで』 法政大学出版局、1987年4月15日。ISBN 978-4588600173
6. 1 2  古賀町誌編さん委員会 『古賀町誌』 古賀町、1985年11月1日。
7. ↑  近代・現代 古賀の歴史古賀市の魅力　－観光ガイド－古賀市オフィシャルページ
8. ↑  財団法人運輸調査局編 『日本国有鉄道版 日本陸運史料 第3巻 日本陸運十年史 戦時交通編』 クレス出版、1990年11月。
9. ↑  宗像市史編纂委員会 『むなかた二千年』 宗像市、1999年12月20日。
10. ↑  “5駅に新設 九州総局”. 交通新聞 (交通協力会):  p. 1. (1986年3月29日)
11. ↑  『交通年鑑 昭和63年版』 交通協力会、1988年3月。
12. ↑  「JR年表」『JR気動車客車編成表 '96年版』ジェー・アール・アール、1996年7月1日、187頁。ISBN 4-88283-117-1。
13. 1 2  “駅 すてーしょん 香椎（鹿児島線）”. 交通新聞 (交通新聞社):  p. 2. (1996年8月28日)
14. 1 2  原口隆行 『文学の中の駅 文学が描く“もうひとつの”鉄道史』 国書刊行会、2006年7月1日。ISBN 978-4-336-04785-4
15. ↑  「JR年表」『JR気動車客車編成表 '00年版』ジェー・アール・アール、2000年7月1日、190頁。ISBN 4-88283-121-X。
16. ↑  「JR年表」『JR気動車客車編成表 '01年版』ジェー・アール・アール、2001年7月1日、191頁。ISBN 4-88283-122-8。
17. ↑  交通新聞 (交通新聞社):  p. 1. (2009年3月3日) {{cite news}}: |date=の日付が不正です。 (説明); |title=は必須です。 (説明)⚠⚠
18. ↑  “訪日外国人のお客さまに、安心してご利用いただけるご案内を目指します！北部九州エリア１５７駅に「駅ナンバリング」を導入します” (PDF).   九州旅客鉄道. 2018年9月28日時点のオリジナルよりアーカイブ。2018年9月28日閲覧。
19. ↑  “香椎宮拝殿イメージ JR駅前広場が完成”. 西日本新聞 (西日本新聞社):  p. 20. (2019年3月15日)
20. 1 2  『週刊東洋経済 臨時増刊 全国大型小売店総覧 2007年版』 東洋経済新報社、2007年。
21. ↑  生野貴紀(2014年10月24日). “JR九州：佐賀、唐津駅ビルの名称統一 「えきマチ1丁目」”. 毎日新聞 (毎日新聞社)
22. 1 2 3  香椎駅構内図 (PDF)  九州旅客鉄道、2016年1月現在（2016年5月18日閲覧）。
23. ↑  きっぷのルール - 特定の都区市内駅を発着する場合の特例 九州旅客鉄道、2016年5月18日閲覧。
24. 1 2 3 4 5  “香椎駅 時刻表（JR九州）”.   九州旅客鉄道. 2022年9月13日閲覧。
25. ↑  “駅別乗車人員上位300駅（2023年度）” (PDF).   九州旅客鉄道. 2025年3月29日閲覧。
26. ↑  “【動画】かしいかえん、閉園　65年の歴史に幕”. 西日本新聞. 2022年1月5日閲覧。
27. ↑  “イオン九州、 福岡市初のモール型SC「イオン香椎浜SC」オープン”. 日本食糧新聞 (日本食糧新聞社). (2003年12月3日)
28. ↑  “香椎浜店をアウトレット店に改装オープン デオデオ 通常価格の2～3割安に”. 週刊経済 2009年9月8日発行 No.1120 (地域経済センター) (2009年9月8日).
29. ↑  “にしてつストア香椎店 福岡市東区香椎駅前”. タイハン特報 (大量販売新聞社). (2012年5月17日)

### 利用状況の出典
1. ↑  “JR九州、95年度の1日乗車人員 民営化前の20万人増”. 交通新聞 (交通新聞社):  p. 1. (1996年7月9日)
2. ↑  “A・Report 総合　10-3　九州旅客鉄道駅別乗車人員 - 福岡県庁ホームページ”. www.pref.fukuoka.lg.jp. 2019年12月10日閲覧。
3. 1 2 3  福岡県 (2001). “A・Report 総合　10-3　九州旅客鉄道駅別乗車人員”. 福岡県統計情報アーカイブ.
4. 1 2 3 4 5  福岡県 (2006). “A・Report 総合　10-3　九州旅客鉄道駅別乗車人員”. 福岡県統計情報アーカイブ.
5. 1 2 3  福岡県 (2013). “A・Report 総合　10-3　九州旅客鉄道駅別乗車人員”. 福岡県統計情報アーカイブ.
6. ↑  “JR九州 企業情報・採用情報 交通・営業データ 駅別乗車人員上位30位（平成20年度）”.   九州旅客鉄道株式会社. 2015年7月23日閲覧。
7. ↑  “JR九州 企業情報・採用情報 交通・営業データ 駅別乗車人員上位30位（平成21年度）”.   九州旅客鉄道株式会社. 2015年7月23日閲覧。
8. ↑  “JR九州 企業情報・採用情報 交通・営業データ 駅別乗車人員上位30位（平成22年度）”.   九州旅客鉄道株式会社. 2015年7月23日閲覧。
9. ↑  “JR九州 企業情報・採用情報 交通・営業データ 駅別乗車人員上位30位（平成23年度）”.   九州旅客鉄道株式会社. 2015年7月23日閲覧。
10. ↑  “JR九州 企業情報・採用情報 交通・営業データ 駅別乗車人員上位30位（平成24年度）”.   九州旅客鉄道株式会社. 2015年7月23日閲覧。
11. ↑  “JR九州 企業情報・採用情報 交通・営業データ 駅別乗車人員上位30位（平成25年度）”.   九州旅客鉄道株式会社. 2015年7月23日閲覧。
12. ↑  “交通・営業データ 駅別乗車人員上位30位（平成26年度）”. 2015年10月31日閲覧。
13. ↑  “交通・営業データ 駅別乗車人員上位30位（平成27年度）”. 2016年8月21日閲覧。
14. ↑  “駅別乗車人員上位300駅（平成28年度）” (PDF).   九州旅客鉄道 (2017年7月31日). 2017年8月1日閲覧。
15. ↑  “駅別乗車人員上位300駅（平成29年度）” (PDF).   九州旅客鉄道. 2019年3月5日閲覧。
16. ↑  “駅別乗車人員上位300駅（2018年度）” (PDF).   九州旅客鉄道. 2019年7月23日閲覧。
17. ↑  “駅別乗車人員上位300駅（2019年度）” (PDF).   九州旅客鉄道. 2020年9月24日閲覧。
18. ↑  “駅別乗車人員上位300駅（2020年度）” (PDF).   九州旅客鉄道. 2021年9月2日閲覧。
19. ↑  “駅別乗車人員上位300駅（2021年度）” (PDF).   九州旅客鉄道. 2023年9月6日閲覧。
20. ↑  “駅別乗車人員上位300駅（2022年度）” (PDF).   九州旅客鉄道. 2023年9月6日閲覧。
21. ↑  “駅別乗車人員上位300駅（2023年度）” (PDF).   九州旅客鉄道. 2025年3月29日閲覧。